# Jean Sauvagnargues
Jean Sauvagnargues (Paris, 2 de abril de 1915 - 6 de agosto de 2002) foi um diplomata e político francês.

## Biografia
Depois de se formar na École normale supérieure, integrou o corpo diplomático durante a Segunda Guerra Mundial e em 1941 torna-se adido da embaixada em Bucareste. Percorre a França livre em 1943 e foi membro do Gabinete do General de Gaulle na altura da Libertação.
Em 1946, participa na Comissão de Assuntos Alemães e Austríacos. É nomeado em 1955 para o gabinete de Antoine Pinay, ministre dos negócioes estrangeiros, e vai ocupar os postos de embaixador na Etiópia em 1956-1960, e em seguida na Tunísia de 1962 a 1970, data em que foi nomeado embaixador na República Federal Alemã. Quando Valéry Giscard d'Estaing sobre a presidente em 1974, reforça ligações com a Alemanha e é nomeado ministro dos negócios estrangeiros. Na altura da demissão do governo de Jacques Chirac, em agosto de 1976, não é reconduzido. A 21 de outubro de 1975, foi agraciado com a Grã-Cruz da Ordem do Infante D. Henrique, de Portugal. Foi depois embaixador da França no Reino Unido (até 1981), e reforma-se nesse ano.